# دپفا بنک
دپفا بنک (انگلیسی: Depfa Bank) شرکت خدمات مالی و بانکداری ایرلندی است، که در سال ۱۹۲۲ تأسیس شد.